# Poropodalius hexapennatus
Poropodalius hexapennatus är en spindeldjursart som beskrevs av Wolfgang Karg 2000. Poropodalius hexapennatus ingår i släktet Poropodalius och familjen Rhodacaridae. Inga underarter finns listade i Catalogue of Life.